# Sainte-Croix-Grand-Tonne
Sainte-Croix-Grand-Tonne è un ex comune francese di 300 abitanti situato nel dipartimento del Calvados nella regione della Normandia. Dal 1º gennaio 2017 è stato accorpato con altri cinque comuni per formare il comune di Thue et Mue, del quale costituisce comune delegato.  

## Società

### Evoluzione demografica
Abitanti censiti